# Peter Rees (produtor)
Peter Rees é um diretor e roteirista de televisão, e produtor. Ele criou e desenvolveu o conceito e foi produtor executivo da série MythBusters desde seu começo em 2003, até seu fim em 2016. Rees venceu o desafio de 1993 “Charles Heidsieck International Travel”, e seu parceiro na corrida, Peter Coleman, escreveu e dirigiu um documentário sobre o evento, In the Footsteps of Champagne Charlie.
- Este artigo foi inicialmente traduzido, total ou parcialmente, do artigo da Wikipédia em inglês cujo título é «Peter Rees (producer)».